# Монастырь Онуфрия Великого
Монасты́рь Ону́фрия Вели́кого — православный греческий женский монастырь в Иерусалиме (в местности Акелдама, Восточный Иерусалим), в Израиле. Основан в память того, что здесь в IV веке жил и молился преподобный Онуфрий Великий. Принадлежит Иерусалимской православной церкви.

## Местоположение
Монастырь расположен в Иерусалиме (точнее сказать, в южной части Восточного Иерусалима), на узкой террасе в юго-восточной части долины Гинном, примерно в 150 метрах от того места, где эта долина примыкает к долине Кедрон, на северо-восточном склоне горы Злого Совещания.

## Описание

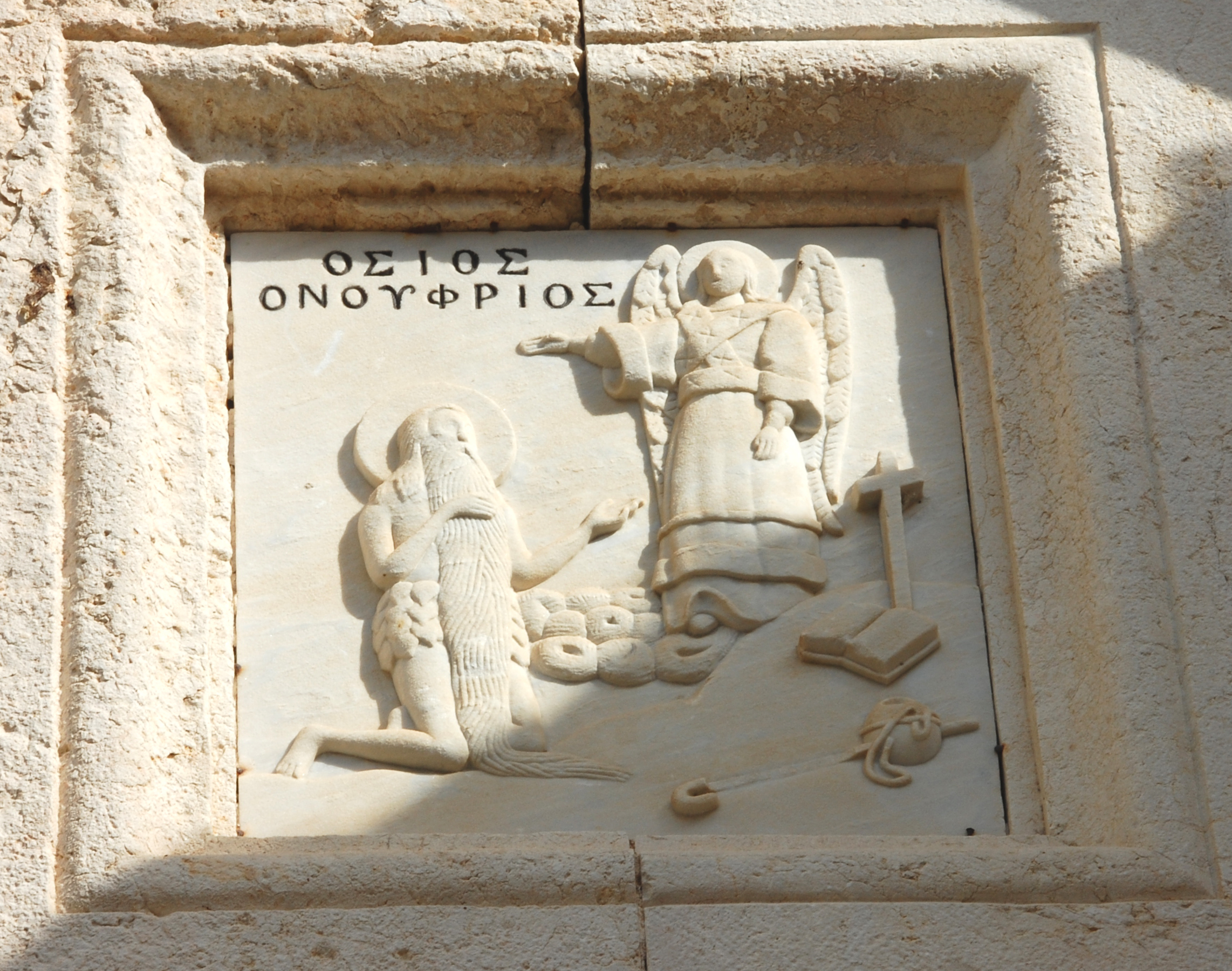
Икона святого Онуфрия Великого над главным входом в монастырь

Сохраняется предание, главным образом в Иерусалимской православной церкви, которое говорит, что в IV веке сюда пришёл, поселился и провёл здесь три года (по другим источникам, несколько лет) в посте и молитве святой преподобный Онуфрий Великий. Суть его подвига различные источники поясняют несколько по-разному. Одни кратко сообщают, что он «отмолил Акелдаму у Бога», другие говорят, что он «вымолил у Бога всех погребённых в Акелдаме». Так или иначе, но молитвенный подвиг знаменитого египетского отшельника не был забыт, и впоследствии здесь был основан и действует по настоящее время монастырь.
В монастыре сохранилась пещера, называемая пещерой святого Онуфрия Великого, в которой он жил и молился. Другая монастырская пещера называется пещерой Апостолов, потому что в ней, по преданию, скрывались апостолы во время страданий и крестной смерти Иисуса Христа. Монастырский храм во имя святого Онуфрия Великого существует с давних времён и занимает высеченную в скале древнееврейскую пещеру с погребальными нишами. Впоследствии к ней пристроили надземную часть, и храм был таким образом расширен, упомянутая пещера сейчас является южной частью церкви. Отсюда берёт начало православная традиция освящения некоторых кладбищенских церквей в честь преподобного Онуфрия Великого.
Нынешние монастырские постройки возведены во второй половине XIX века. Кроме упомянутых пещер, в самом монастыре и в непосредственной близости от него есть немало и других, в том числе заполненных человеческими останками. Согласно преданию, упомянутому Джеймсом Ханауэром, арабские жители близлежащего Сильвана утверждали, что высеченные в скале гробницы под монастырем содержат останки христианских отшельников, которые здесь подвизались и были казнены во время гонений фатимидского правителя Аль Хакима (начало XI века).

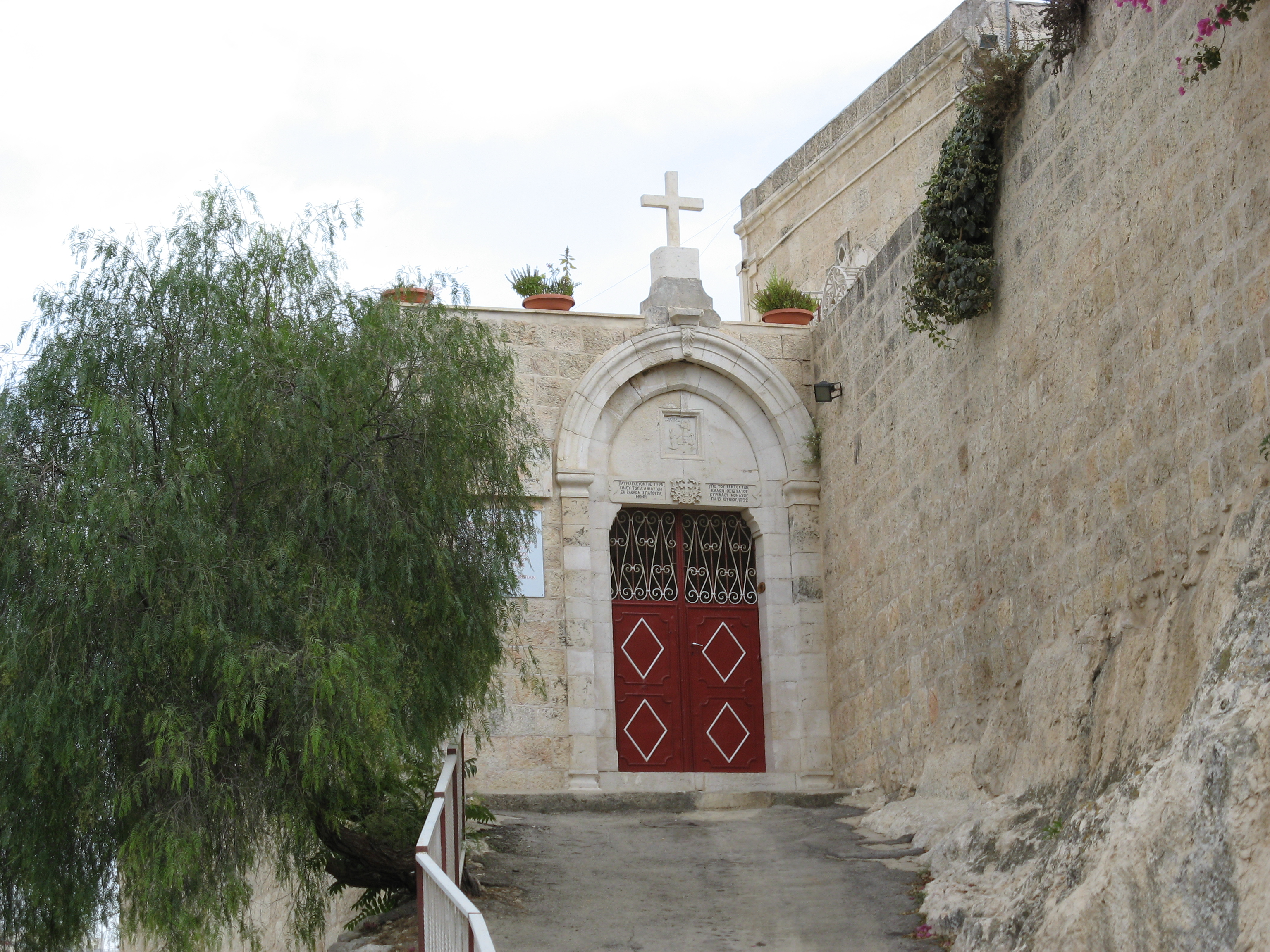
Главный вход в монастырь
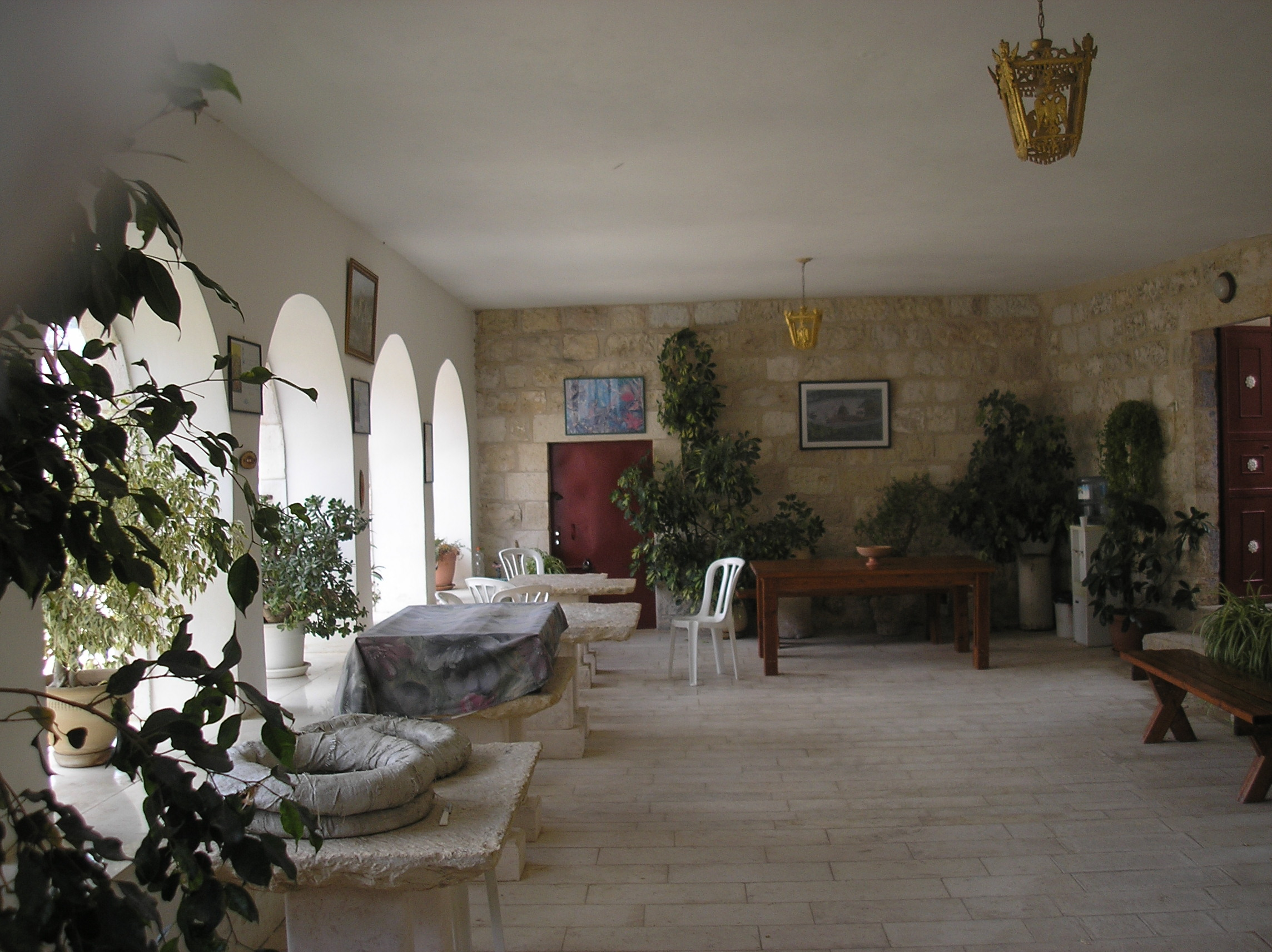
Терраса при входе
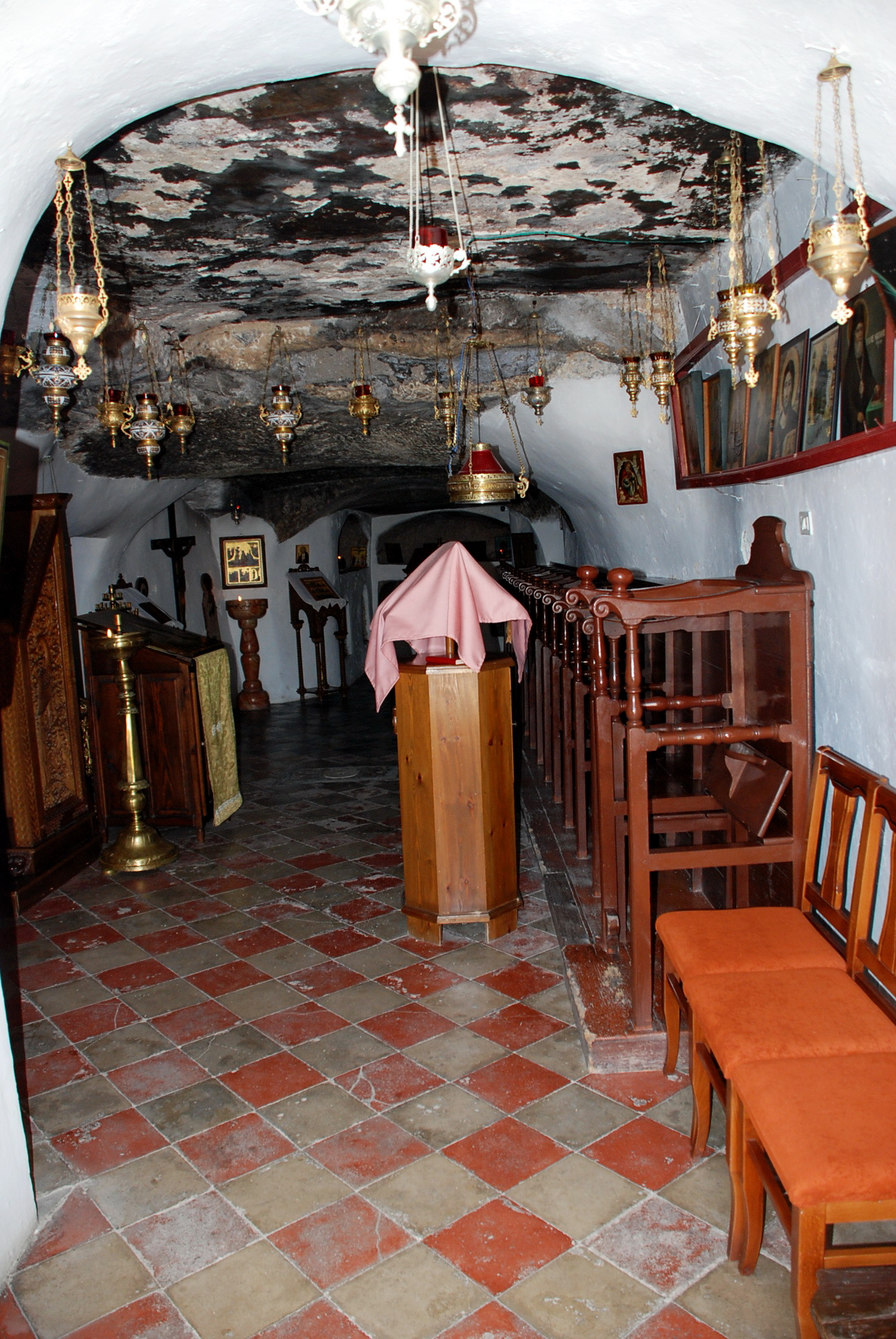
Пещерная церковь
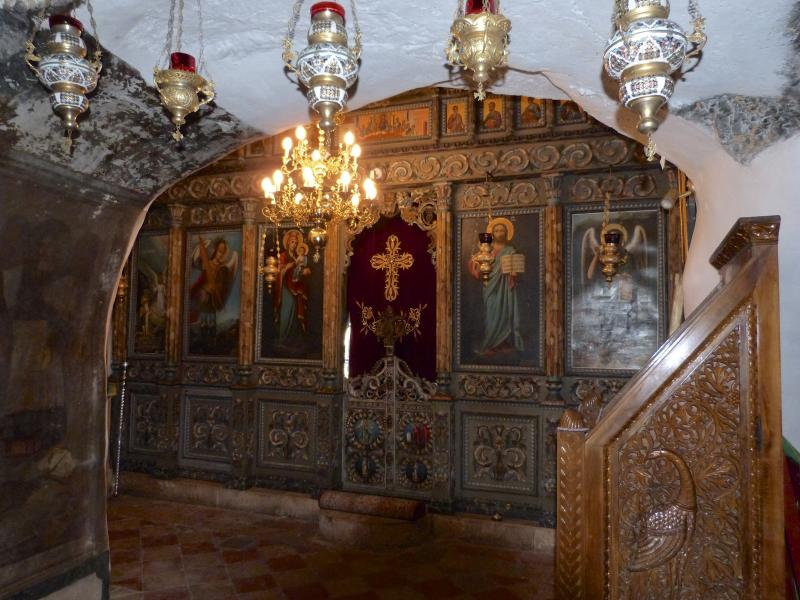
Иконостас
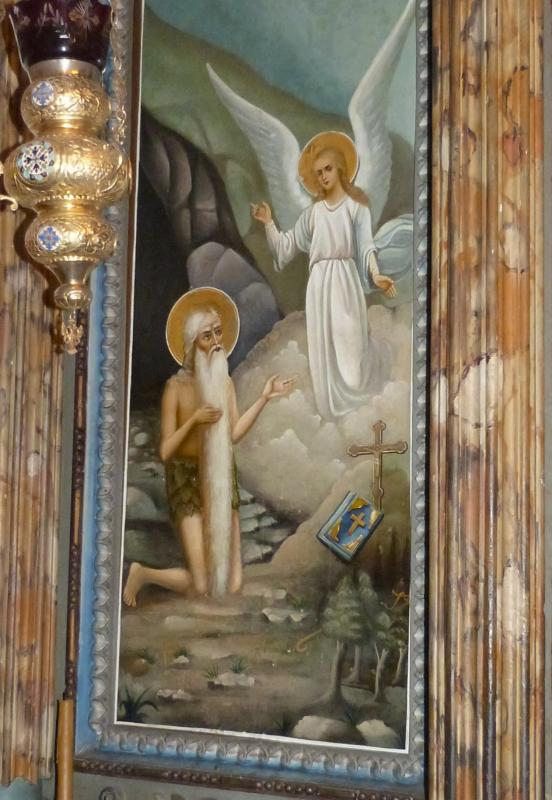
Св. Онуфрий Великий